# De Woerd (Driebergen)
De Woerd is een natuurgebied tussen Driebergen-Rijsenburg en Odijk. De Woerd ligt op de grens van de Utrechtse Heuvelrug naar het Kromme Rijngebied. Het afwisselende gebied bestaat uit grienden, watergangen en weilanden. De Woerd bestaat uit de deelgebieden Kromme Rijn, De Hoge Woerd en De Kurk. De Kurk en een groot deel van De Woerd zijn onderdeel van de Driebergerbroekontginning.

## Flora en fauna
In dit overgangsgebied van hoog naar laag, van droog naar nat en van voedselarm naar voedselrijk ontstond een rijke flora en fauna. De grienden en weilanden worden door vogels gebruikt als leef-, foerageer-, jacht- en broedgebied. Voorkomende vogelsoorten zijn de koekoek, de torenvalk, de kievit, de ijsvogel en de tjiftjaf. In de Woerd voorkomende moeras- en oeverplanten zijn onder andere gele lis, kattenstaart, dotterbloem, Zompvergeet-mij-nietje en echte koekoeksbloem.
Amerongse Bos
· Amerongse Bovenpolder
· Landgoed Beerschoten
· Beukenburg
· Biltse Duinen
· Birkhoven
· Blauwe Kamer
· Blikkenburg
· Bloeidaal
· Bornia
· Bosch en Duin
· Breeveen
· Broekerbos
· Buitenplaatsen Driebergseweg
· Dartheide
· Elster Buitenwaarden
· Grebbeberg
· Heidestein
· Hoge Ginkel
· Hooge Kampse Plas
· Hoog Moersbergen
· Houdringe
· Juliusput
· Kasteelbos Renswoude
· De Kievit
· Kooilust
· Kozakkenput
· De Krakeling
· Laarsenberg
· De Leyen
· Lockhorsterbos
· Lunenburgerwaard
· Maartensdijkse Bos
· Middelwaard
· Moersbergen
· Niënhof
· Noordhout
· Okkersbos
· Oostbroek
· Over-Holland
· Palmerswaard
· De Paltz
· Panbos
· Plantage Willem III
· Pleinesbos
· De Pol
· Ridderoordse Bos
· Sandenburg
· Sandwijck
· De Schammer
· Stameren
· Landgoed Stoutenburg
· Viaanse Bos
· Viaanse polders en uiterwaarden
· Vikinghof
· Park Vliegbasis Soesterberg
· Vijverbos
· Vijverhof
· Voordorpse polder
· Willem Arntszbos
· Witte Hull
· De Woerd
· Wulperhorst
· Zeisterbos